# 鳥居忠宝
鳥居 忠宝（とりい ただとみ、1845年 - 1885年）は、幕末の大名。下野壬生藩の第7代藩主。壬生藩鳥居家11代。

## 生涯
弘化2年（1845年）7月12日、第6代藩主・鳥居忠挙の三男として生まれる。長兄の忠粛が早世したため嫡子となり、安政4年（1857年）、父の死去により家督を相続した。
安政6年（1859年）11月23日に叙任する。幕末期の壬生藩は尊皇攘夷をめぐって争いが絶えず、文久2年（1862年）には勤王派が主導権を握って保守派の江戸家老鳥居志摩が失脚の上、自害させられた。
ところが元治元年（1864年）に水戸藩で天狗党の乱が起こると、今度は保守派が力を盛り返して勤王派を退けるなど、藩内は二分して大混乱した。戊辰戦争では新政府につくか、旧幕府側に与するかで混乱する中、ようやく新政府側に与して旧幕府軍と戦った。
明治2年（1869年）に版籍奉還で知藩事になるが、翌年に病気により弟の忠文を養子として家督を譲り隠居した。明治13年（1880年）に製茶会社「共産社」を設立。茶園の広さは約9ヘクタール、最盛期には900人が働き、年間約20トンの緑茶を主にボストンに輸出していた。廃藩置県で職を失った旧藩士の収入の確保のためだったとみられる。
明治18年（1885年）、壬生で死去した。

## 系譜
父母
- 鳥居忠挙（父）
- 聡子 ー 松平康任の三女（母）

正室
- 愛子 ー 酒井忠発の三女

子女
- 男子

養子
- 鳥居忠文 ー 実弟